# Reichenbach (Familienname)
Reichenbach ist ein deutscher Familienname.

## Adelsgeschlechter
- Reichenbach (hessisches Adelsgeschlecht)
- Reichenbach (schlesisches Adelsgeschlecht)

## Namensträger
- Albert Reichenbach (* 1944), deutscher Maler
- Amélie von Reichenbach-Lessonitz (1838–1912), deutsche Adlige
- Anton Reichenbach (1838–1873), deutscher Theaterschauspieler
- Benjamin Friedrich von Reichenbach (1697–1750), Geheimrat, Präsident aller geistlichen Sachen
- Bernhard Reichenbach (1888–1975), deutscher Politiker (USPD, KAPD) und Journalist
- Bill Reichenbach senior (1923–2008), amerikanischer Jazzschlagzeuger
- Bill Reichenbach junior (* 1949), amerikanischer Jazzposaunist
- Carl August Reichenbach (1801–1883), deutscher Industrieller
- Carl Heinrich Fabian von Reichenbach (1778–1820), preußischer Verwaltungsjurist
- Carl Ludwig Reichenbach (Bibliothekar) (1757–1837), herzoglich württembergischer Bibliothekar
- Carl Ludwig Reichenbach (1788–1869), deutscher Chemiker und Industrieller, siehe Karl von Reichenbach
- Carlos Reichenbach (1945–2012), brasilianischer Filmproduzent
- Charles Reichenbach (* 1936), Schweizer Evangelist
- Christian Ernst von Reichenbach (1644–1699), deutscher Staatsmann und Hochschullehrer
- Christoph Reichenbach (* 1950), deutscher Bildhauer
- Christoph von Reichenbach-Goschütz (1772–1845), preußischer Offizier
- Dagmar Reichenbach, Ehename von Dagmar Roth-Behrendt (* 1953), deutsche Politikerin (SPD), Mitglied des Europäischen Parlaments
- Eduard von Reichenbach (1812–1869), preußischer Gutsbesitzer und Politiker
- Elisabeth Sophia von Reichenbach (1642–1718), deutsche Dichterin und Übersetzerin
- Emilie von Reichenbach-Lessonitz (1791–1843), Ehefrau von Kurfürst Wilhelm II. von Hessen
- Emma Pieczynska-Reichenbach (1854–1927), Schweizer Abolitionistin und Frauenrechtlerin
- Erwin Reichenbach (1897–1973), deutscher Stomatologe
- Eugen Reichenbach (1840–1926), deutscher Maler, Zeichner und Illustrator
- Fabian von Reichenbach-Goschütz (1755–1821?), Graf, Industriepionier in Schlesien
- François Reichenbach (1921–1993), französischer Dokumentarfilmregisseur
- Georg von Reichenbach (1771–1826), deutscher Ingenieur und Erfinder
- Georg von Metzsch-Reichenbach (1836–1927), deutscher Politiker
- Georg von Metzsch-Reichenbach (Hofbeamter) (1864–1931), sächsischer Offizier und Hofbeamter
- Gerold Reichenbach (* 1953), deutscher Politiker (SPD)
- Hans Reichenbach (Mediziner) (1864–1937), deutscher Hygieniker
- Hans Reichenbach (Physiker) (1891–1953), deutscher Physiker und Philosoph
- Hans Reichenbach (Mikrobiologe) (1936–2018), deutscher Mikrobiologe
- Hans Peter Detlef Reichenbach (1795–1885), deutscher Mediziner und Autor
- Heinrich von Reichenbach-Goschütz (1865–1946), deutscher Standesherr und Mitglied des Preußischen Herrenhauses
- Heinrich Gottlieb Ludwig Reichenbach (1793–1879), deutscher Zoologe und Botaniker, siehe Ludwig Reichenbach
- Heinrich Gustav Reichenbach (1824–1889), deutscher Botaniker
- Heinrich Leopold von Reichenbach (1705–1775), Graf und Postmeister
- Heinrich Leopold von Reichenbach-Goschütz (1768–1816), Generallandschaftspräsident von Schlesien
- Heinz-Hermann Reichenbach-Klinke (1914–1995), deutscher Hochschullehrer für Fischereibiologie und Fischkrankheiten
- Herman Reichenbach (1898–1958), deutsch-amerikanischer Musikpädagoge
- Horst Reichenbach (* 1945), deutscher EU-Spitzenbeamter und Generaldirektor der Generaldirektion ADMIN (Personal und Verwaltung) der Europäischen Kommission
- Hugo von Reichenbach (1820–1887), deutscher Maler der Düsseldorfer Schule
- Johann David von Reichenbach (1732–1807), deutscher Chronist, Wissenschaftler und Beamter
- Johann Friedrich Jacob Reichenbach (1760–1839), deutscher Altphilologe und Pädagoge
- Johann Georg Friedrich Reichenbach (1791–1873), deutscher Baumwollfabrikant
- Karl Reichenbach (Techniker) (1768–1840), deutscher Salinentechniker
- Karl von Reichenbach (1788–1869), deutscher Industrieller und Naturforscher
- Karl-Heinz Reichenbach (* 1935), deutscher Künstleragent
- Klaus Reichenbach (* 1945), deutscher Politiker und Minister (CDU)
- Kurt Reichenbach (1890–1945), deutscher Turner
- Leopold Friedrich von Reichenbach (1745–1831), Landrat im Landkreis Oberbarnim
- Lisa Reichenbach (* 1993), deutsche Fußballspielerin
- Ludwig Reichenbach (Heinrich Gottlieb Ludwig Reichenbach; 1793–1879), deutscher Naturwissenschaftler, Zoologe und Botaniker
- Manuel Reichenbach (* 1976), Schweizer Koch
- Marie Sophie von Reichenbach (1652–1718), deutsche Rittergutsbesitzerin, Schulstifterin und Pietistin
- Marie von Reichenbach (19. Jh.), deutsche Illustratorin (2. Hälfte 19. Jh.)
- Mike Reichenbach (* 1962), deutscher Schauspieler
- Moritz Reichenbach (1804–1870), deutscher Schriftsteller
- Nina Reichenbach (* 1999), deutsche Radrennsport-Athletin
- Oskar von Reichenbach (Politiker) (1815–1893), deutscher Politiker und Schriftsteller
- Oskar von Reichenbach (General) (1848–1922), deutscher Generalleutnant
- Peter Reichenbach (Jurist) (1928–1978), deutscher Jurist
- Peter Reichenbach (* 1954), Schweizer Filmproduzent, Drehbuchautor und Regisseur
- Philipp von Reichenbach (1783–1852), preußischer Generalleutnant
- Ralf Reichenbach (1950–1998), deutscher Leichtathlet
- Renée Reichenbach (* 1956), deutsche Künstlerin und Keramikerin
- Roland Reichenbach (* 1962), Schweizer Pädagoge und Hochschullehrer
- Sami Reichenbach (* 1984), deutscher Schauspieler, Regisseur und Produzent
- Sébastien Reichenbach (* 1989), Schweizer Radrennfahrer
- Sigismund Reichenbach (* um 1492), deutscher Theologe
- Susann Reichenbach (* 1977), deutsche Fernsehmoderatorin, Reporterin und Fernsehautorin
- Werner Reichenbach (1936–2016), deutscher Schachspieler
- Wilhelm von Reichenbach (1818–1891), preußischer Generalmajor und Kommandant von Thorn
- Wilhelm Heinrich Reichenbach (1763–1843), herzoglich württembergischer Leib- und Regimentsmedikus
- Woldemar von Reichenbach (1845–1914), deutscher Maler